# Lagunilla del Jubera
Lagunilla del Jubera è un comune spagnolo di 310 abitanti situato nella comunità autonoma di La Rioja.